# Puntius pookodensis
Puntius pookodensis är en fiskart som beskrevs av Mercy och Edward Jacob 2007. Puntius pookodensis ingår i släktet Puntius och familjen karpfiskar. IUCN kategoriserar arten globalt som akut hotad. Inga underarter finns listade i Catalogue of Life.